# Gambellara
Gambellara là một đô thị tại tỉnh Vicenza ở vùng Veneto, Ý.
Đô thị này có diện tích 12 km2, dân số là 3320 người (thời điểm tháng 12 năm 2007). Thị trấn nằm ở phía tây bắc xa lộ châu Âu E70. Thị trấn nổi tiếng với sản phẩm rượu vang.